# 第119師團
第119師團為大日本帝國陸軍中之一師團。

## 沿革
第119師團駐屯滿洲，其因為第23師團轉調到菲律賓戰線，由第8國境守備隊與第23師團殘留部隊的基幹於1944年（昭和19年）10月編制成軍。編成後一貫駐屯在海拉爾區，不過於1945年（昭和20年）8月9日蘇聯對日宣戰時同時後退，之後在與追撃而來的蘇聯紅軍持續交戰中迎接終戰。從8月16日到17日進行部隊武装解除。

## 師團概要

### 師團長
- 塩澤清宣 中將：1944年（昭和19年）10月14日 - 終戰
  - 註：塩澤清宣之前職為「大東亞省北京駐在公使」。

### 隷下部隊
- 步兵第253連隊（東京）：三浦俊雄大佐
- 步兵第254連隊（東京）：長澤太郎大佐
- 步兵第255連隊（市川）：清水義虎大佐
- 捜索第119連隊：田川泉大佐
- 野砲兵第119連隊：石口茂大佐
- 工兵第119連隊：石塚義治大佐
- 輜重兵第119連隊：鈴木實少佐
- 第119師團挺進大隊
- 第119師團通信隊
- 第119師團制毒隊

## 關連項目
- 大日本帝國陸軍師團列表

## 外部連結
- 帝國陸軍～その制度と人事～（日語）
- 日本陸海軍事典（日語）